# 普埃尔托德圣克鲁斯
普埃尔托德圣克鲁斯，是西班牙埃斯特雷马杜拉卡塞雷斯省的一个市镇。总面积34平方公里，总人口418人（2001年），人口密度12人/平方公里。